# Jim Ward
James David Ward (ur. 19 września 1976 w El Paso) – wokalista, gitarzysta i lider zespołu Sparta. Był również współzałożycielem post-hardcore'owego zespołu At the Drive-In.

## At the Drive-In
W okresie At the Drive-In Ward grał na gitarze rytmicznej, a w niektórych utworach na fortepianie i organach. W utworze "Hourglass" wykonał główny wokal, a na wielu innych śpiewał wspólnie z głównym wokalistą – Cedrikiem Bixlerem-Zavalą.
Za pieniądze oszczędzone w czasie college'u, Ward założył wytwórnię "Western Breed Records", która wydała pierwsze dwie EPki zespołu At the Drive-In: Hell Paso i Alfaro Vive, Carajo!. Po rozwiązaniu zespołu Ward stwierdził, że jest z tego zadowolony, i dodał, że założył go w wieku 17 lat i zawsze czuł się w nim jak 17-latek.

## Sparta
Po zakończeniu działalności At the Drive-In, Ward planował powrót do college'u, jednak ostatecznie inni byli członkowie zespołu – Tony Hajjar i Paul Hinojos zaproponowali mu udział w swoim nowym projekcie. Ward dołączył do nich jako główny wokalista i gitarzysta. Podczas pierwszego tygodnia prób zespół napisał prawie dziewięć utworów, przy czym wszyscy członkowie mieli swój udział w tym procesie. Ward cytuje Radiohead i Billy'ego Joela jako źródła inspiracji w tamtym czasie, czego rezultatem było częstsze stosowanie w Sparcie fortepianu, na którym muzyk nauczył się grać samodzielnie.

## Dyskografia

### Z At the Drive-In
- Hell Paso (1994)
- Alfaro Vive, Carajo! (1995)
- Acrobatic Tenement (1996)
- In/Casino/Out (1998)
- Vaya (1999)
- Relationship of Command (2000)
- This Station Is Non-Operational (2005)

### Ze Spartą
- Austere (2002)
- Wiretap Scars (2002)
- Live at La Zona Rosa 3.19.04 (2004)
- Porcelain (2004)
- Threes (2006)

### Z Bobbym Byrdem
- How Will We Know When We're Dead? (2006)

### Solo
- My Favorite Song Writers (kompilacja – 2004)

– utwór "These Years"
- Paupers, Peasants, Princes & Kings (kompilacja – 2006)

– utwór "Lay Lady Lay"
- Quiet (EP) (2007)

### Z zespołem Sleepercar
- West Texas (2008)

## Projekty dodatkowe
Ward gra i śpiewa w zespole Sleepcar, grającym muzykę z gatunku alternative country, a także pisze dla czasopisma wydawanego w El Paso – What's Up – jego rubryka nosi nazwę "From the End of this Pen".